# Didiscus stylifer
Didiscus stylifer är en svampdjursart som beskrevs av Tsurnamal 1969. Didiscus stylifer ingår i släktet Didiscus och familjen Heteroxyidae. Inga underarter finns listade i Catalogue of Life.